# Serica pullata
Serica pullata är en skalbaggsart som beskrevs av Dawson 1967. Serica pullata ingår i släktet Serica och familjen Melolonthidae. Inga underarter finns listade i Catalogue of Life.